# Bob Kenmotsu
Robert „Bob“ Kenmotsu (* um 1960 in Stockton, Kalifornien) ist ein US-amerikanischer Jazzmusiker (Tenorsaxophon, Sopransaxophon, auch Flöte, Komposition), der laut Scott Yanow in der Bop-Tradition verankert ist.

## Leben und Wirken
Kenmotsu erhielt in der Schule Musikunterricht und begann in der vierten Klasse mit dem Klarinettenspiel. In der Highschool wechselte er zum Altsaxophon und während seines Studiums an der San José State University zum Tenorsaxophon. Nach seinem Abschluss begann er lokal als Berufsmusiker.
Kenmotsu gehörte Mitte der 1980er-Jahre dem  Shintaro Quintet an, das von dem Bassisten Shintaro Nakamura geleitet wurde und in dem der Trompeter Shunzo Ohno, Pianist Jeff Jenkins und der Schlagzeuger Fukushi Tainaka spielten. 1984 entstand das Album Evolution. Nach der Tätigkeit auf einem Kreuzfahrtschiff zog er nach New York, wo er unter anderem bei Jack McDuff und in der Ruth Brown Band arbeitete. 1991 nahm er in Berkley sein Debütalbum The Spark auf, an dem Musiker wie Joel Weiskopf, Kiyoshi Kitagawa, Ira Coleman, Paul Samuels bzw. Billy Hart beteiligt waren. Überdies arbeitete Kenmotsu u. a. mit Philip Harper, Vincent Herring, Stephen Scott, Yōichi Kobayashi und Essiet Okon Essiet in der Band Good Fellas, des Weiteren mit Dr. Lonnie Smith, Rodney Jones, Rufus Reid und Akira Tana in den Secret Agent Men (gleichnamiges Album 1993). 1994 legte er bei Bellaphon bzw. Paddle Wheel Records gemeinsam mit Pat Martino und Jack McDuff Bronx Tale vor; außerdem wirkte er im selben Jahr auf Pat Martinos Nightwings mit Marc Johnson und Bill Stewart mit.
1994 ging Kenmotsu mit einem Kulturaustausch-Stipendium nach Japan und lebte drei Jahre dort, spielte auch auf Festivals und tourte mehrmals durch das Land. Nach seiner Rückkehr in die USA ließ er sich zunächst in der Musikszene der Bay Area nieder, wo er in mehreren Jazz-Ensembles mitwirkte und sein Album Looking at Air (1997) vorlegte. Steve Loewy verlieh diesem Album in Allmusic vier Sterne und schrieb, bei Kenmotsus Saxophonspiel könne man Spuren von John Coltrane und sogar Hank Mobley hören, aber er forme eindeutig seinen eigenen Stil. Außerdem ist er auf Alben mit Masahiko Osaka, Terry Silverlight und Art Hirahara zu hören, ab den 2000er-Jahren weiterhin mit Warren Gale (The Joe Henderson Songbook), Akira Tana, Eric Vaughn und Bryan Bowman. 2015 legte er das Album I’m in Love with You auf seinem Label Rodoken Music vor; dort veröffentlichte er 2019 sein Album Trio. Im Bereich des Jazz war er laut Tom Lord zwischen 1991 und 2015 an 18 Aufnahmesessions beteiligt.

## Diskografische Hinweise
- Brother Jack McDuff, The Kid, Bob Kenmotsu, Paul Samuels: Bronx Tale (Bellaphon 1994)
- Looking at Air (Amosaya, 1997) mit Joel Weiskopf, Essiet Okon Essiet, Bill Stewart
- Bob Kenmotsu/Hara Tomoya Duo Featuring Babatunde: Intimations (Amosaya, 1998), mit Babatunde Olatunji
- Reunion (Rodoken Music 2002), mit Bob Corwin, Danny Flahive, Ron Marabuto
- Trio (Rodoken Music 2019), mit David Wong, Rodney Green